# Melissodes ecuadoria
Melissodes ecuadoria är en biart som beskrevs av Bertoni och Carlos Schrottky 1910. Melissodes ecuadoria ingår i släktet Melissodes och familjen långtungebin. Inga underarter finns listade i Catalogue of Life.